# Stenauxa
Stenauxa is een kevergeslacht uit de familie van de boktorren (Cerambycidae). De wetenschappelijke naam van het geslacht werd voor het eerst geldig gepubliceerd in 1926 door Aurivillius.

## Soorten
Stenauxa omvat de volgende soorten:
- Stenauxa exigua Aurivillius, 1925
- Stenauxa fasciata Breuning & Teocchi, 1983